# Underconstruction 1
Az Underconstruction 1: Silence e.p. Gigi D'Agostino 2003-as középlemeze, vagyis EP-je, az Underconstruction-sorozat első része. A lemezről később több dal is (Silence, Complex, Sonata, Percorrendo) felkerült Gigi 2004-es albumára.

## Számlista

### CD
1. Silence (Vision 2)  6:15
2. Complex  9:16
3. Sonata  4:51
4. Apache  6:53
5. Ripassa  5:16
6. Pop Corn  5:23
7. Percorrendo  7:08
8. Silence (Vision 3)  10:09
9. Taurus (Vision 2)  7:38
10. Hymn (Vision 2)  7:31
11. Son  4:26

### ("12)
A-oldal
1. Silence (Vision 2)  6:15
2. Complex  9:16

B-oldal
1. Sonata  4:51
2. Apache  6:53

C-oldal
1. Ripassa  5:16
2. Pop Corn  5:23

D-oldal
1. Percorrendo  7:08
2. Son  4:26

E-oldal
1. Silence (Vision 3)  10:09

F-oldal
1. Taurus (Vision 2)  7:38
2. Hymn (Vision 2)  7:31

## Szerzők
- 01 & 08: L. Di Agostino – Media Songs Srl.
- 02: L. Di Agostino & A. Wilder – BMG Ricordi, Warner Bros Music Italy Srl., Media Songs Srl.
- 03: L. Di Agostino & L. Martire – Media Songs Srl.
- 04: J. Lordan – Francis Day, EMI Music Publishing Ltd.
- 05: G. Polli & P. Ortelli – Brioche Edizioni Musicali, Red Music SAS, Media Songs Srl.
- 06: G. Kingsley – Bourne Co., Café Concerto Srl.
- 07: L. Di Agostino, R. Paganelli & A. Pandolfi – Media Songs Srl.
- 09: Mike Oldfield – Copyright Control
- 10: M. Ure, B. Currie, C. Cross, W. Cann, S. Shears, J. Foxx & R. Simon – Copyright Control
- 11: L. Di Agostino, F. Maccario & M. Cipresso – Media Songs Srl.